# Panoramio
Panoramio — закрытый с 4 ноября 2017 года веб-сайт для размещения фотографий, позволявший сохранять их географические координаты. Сайт отличался художественной и пейзажной направленностью накапливаемых изображений в отличие от аналогичных ресурсов, ориентированных на портретные или любые изображения. После закрытия проекта Panoramio значительная часть накопленных данных (многие снимки, все комментарии и пользовательские профили) недоступна, а API поиска фотографий отключено.

## Основные характеристики сайта
Сайт был интегрирован с Google Maps, что позволяло как устанавливать географическое положение объектов на фотографиях, загруженных пользователями со всего мира, так и просматривать фотографии местности, отображаемой на карте.
После загрузки фотографии сайт позволял экспортировать геоданные в формате KML.
С декабря 2006 года изображения с сайта Panoramio были доступны на «Google Планета Земля» при активизации слоя Panoramio. Обновление фотографий с сайта Panoramio на карте «Google Планета Земля» происходило несколько раз в неделю.

## Организационная история сайта
После покупки сайта компанией Google штаб-квартира Panoramio находилась в Цюрихе и размещалась в офисном здании швейцарского подразделения Google. С конца 2012 года по май 2013 года осуществлялся перевод штаб-квартиры в головной офис Google в городе Маунтин-Вью с заменой европейских сотрудников сайта на американских. Летом 2013 года сотрудники Panoramio были полностью заменены сотрудниками Google Maps.
С осени 2014 года Google больше не финансировало сайт Panoramio, его работоспособность поддерживалась до конца 2016 года только благодаря энтузиазму нескольких бывших сотрудников и сотрудниками картографических подразделений Google, которые иногда устраняли возникающие на сайте ошибки.
Серверы, хранящие по-прежнему доступные фотографии пользователей, расположены в США и продолжают поддерживаться Google несмотря на закрытие Panoramio и ликвидацию сайта проекта.

## История функций сайта
Сайт Panoramio создали летом 2005 года два испанца — Эдуардо Манчон Агилар (исп. Eduardo Manchón Aguilar) и Хоакин Куэнка Абела (исп. Joaquín Cuenca Abela).
Официальное открытие сайта состоялось 3 октября 2005 года; к 19 марта 2007 года в архивах Panoramio накопилось более миллиона присланных пользователями фотографий с указанными географическими координатами.
В конце мая 2007 года были опубликованы официальные объявления о том, что сайт приобретается компанией Google.
23 февраля 2010 года стало возможным автоматически добавлять на сайт фотографии из Picasa Web Albums.
2 марта 2010 года произошло слияние учётных записей пользователей Panoramio и Google.
В первой половине 2010 года основатели сайта поочерёдно покинули проект.
В августе 2011 года пользователи сайта получили возможность объединять фотографии в группы Google по интересам.
В январе 2012 года, после введения новой процедуры загрузки фотографий, стало возможным автоматически добавлять на сайт фотографии с сайта Google+.
С начала 2012 года интерфейс сайта стал постепенно приводиться к единой стилистике ресурсов Google, в частности 12 марта был изменён дизайн главной страницы.
19 апреля 2012 года у пользователей сайта появилась возможность прикреплять фотографии к различного рода меткам (с информацией о конкретном месте), отображаемым на картах Google и в «Google Планета Земля», а также помечать фотографии на сделанные «в интерьере» или «вне интерьера».
В конце августа 2012 года на сайте появился инструмент для просмотра панорам, включая сферические.
29 ноября 2012 года появилась возможность экспортировать фотографии из Panoramio на сайт Google+, в том числе автоматически загружать одновременно на оба ресурса.
Летом 2013 года стало известно, что все аккаунты пользователей, которые не перешли на аккаунты Google, будут удалены вместе со всеми фотографиями (по оценкам администрации это от 10 до 15 процентов пользователей). Кроме того, Google планировал отказаться от отдельного бренда Panoramio, а сайт станет частью бренда «Карты Google» (так называемой службы «Фототуры» («Views»)).
В конце августа 2013 года стал доступен новый, «плиточный», дизайн пользовательского интерфейса Panoramio в соответствии с концепцией нового дизайна Google Maps.
13 ноября 2013 года, по аналогии с другими службами Google (например, Youtube), для пользователей сайта Panoramio стало возможным прикреплять свои учётные записи к учётным записям сайта Google+.
16 сентября 2014 года на промышленной выставке в Кёльне, посвящённой фотографии, представители Google официально заявили о предстоящем переносе фотографий с сайта Panoramio в «Фототуры» на Google Maps.
23 сентября 2014 года основатели Panoramio и бывшие сотрудники Хоакин Куэнка Абела, Хозе Флоридо Конде и Эдуардо Манчон Агилар объявили сбор подписей под петицией против прекращения работы Panoramio под названием «Google: Пусть сообщество Panoramio будет жить», однако петицию поддержало лишь небольшое количество пользователей — чуть более 10 тысяч.
2 июня 2015 года было объявлено, что Google меняет свои планы относительно закрытия Panoramio и что сайт и впредь будет работать в текущем режиме, в то время как проект «Фототуры» будет фактически закрыт (что и произошло 4 августа 2015 года, когда Фототуры прекратили своё существование).
В июне 2015 года база данных сайта Panoramio была отключена от ресурса Google Maps и до 4 сентября 2015 года фотографии с Panoramio не были видны на Google Maps.
3 октября 2015 года наиболее активные пользователи сайта отмечали его 10-летие, однако никаких официальных торжеств компанией Google организовано не было, также как и не было официального празднования администрацией сайта Panoramio в связи с отсутствием таковой.
5 октября 2016 года было официально объявлено о закрытии сайта Panoramio. C 4 ноября 2016 года на сайте пообещали отключить функции добавления новых фотографий, комментариев и пр. Сам сайт должен был работать в таком режиме «только просмотра фотографий» до 4 ноября 2017 года, после чего Google обещает его полностью отключить. Пользователем сайта для сохранения фотографий предлагается привязать свои аккаунты Panoramio к аккаунтам «Google+». Данные действия вызвали недовольство пользователей, некоторые из которых запустили сбор подписей электронных петиций против закрытия сайта (петиция Detlef Huhn петиция Пала Руслана).
В ночь с 4 на 5 ноября 2017 года на сайте Panoramio кроме обещанных функций загрузки и добавления других данных был прекращён вывод и другой информации (например, комментариев к фотографиям). На самих страницах с фотографиями стали отображаться только названия фотографий, лицензия и сами снимки в малом разрешении и без геопривязки, хотя многие другие данные по-прежнему были доступны в разрозненных местах. Сервера сайта Panoramio работали в обычном режиме.
В настоящее время сайт panoramio.com закрыт, на главной странице висит «заглушка» с комментарием Google о том, что фотографии пользователей, если они были привязаны к Гугл-аккаунту, переносятся в Google Альбом. Посетителям сайта «Panoramio» предлагают посетить сервис Google «Местные эксперты».

## Происхождение названия
Название сайта «Panoramio» придумала в 2005 году знакомая основателей Эдуардо Манчона и Хоакина Куэнка — Эва-Мария Котт (Eva-Maria Kott). Слово «panoramio» — составное: первая часть происходит от слова «панорама», вторая — от итальянского слова «mio» («мой»).
У слова нет чётко установленного ударения: по словам основателей сайта, его можно делать как на третьем слоге («panorámio»), так и на четвёртом («panoramío»), хотя первый вариант получил большее распространение.

## Модерация фотографий
После загрузки и привязки к месту, фотография рассматривается модераторами. После проверки (которая может длиться от часа до нескольких дней) и при соблюдении «Приёмной политики Google Планета Земля», снимок маркируется небольшим значком (логотипом Panoramio) и надписью внизу — «Фотография выбрана для Google Earth». В «Google Планета Земля» фотография становится видна после очередного обновления базы данных фотографий (в среднем две недели и более).

## Рост
- 19 марта 2007 года — 1 млн фотографий.
- 26 июня 2007 года — 2 млн фотографий.
- 25 октября 2007 года — 5 млн фотографий и миллион зарегистрированных пользователей.
- 7 мая 2008 года — 10 млн фотографий.
- 14 марта 2009 года — 20 млн фотографий.
- 21 мая 2010 года — 35 млн фотографий.
- 25 марта 2011 года — 50 млн фотографий.
- 3 октября 2011 года — 60 млн фотографий.
- 8 июля 2012 года — 75 млн фотографий.
- 1 декабря 2013 года — 100 млн фотографий.
- 26 октября 2015 года — 125 млн фотографий.
- 4 октября 2016 года — 134 млн фотографий.
- 5 ноября 2016 года — 134.628.987 фотографий. В связи с отключением функции загрузки фотографий после 4 ноября 2016 года рост остановился.

В среднем миллион фотографий загружался на сайт примерно за 30 дней. Из них 25-30 % удалялось администрацией или самими пользователями.
Количество пользователей увеличивалось не столь быстро, а сам темп регистрации пользователей падал с 2011 года. В октябре 2010 года на Panoramio было зарегистрировано 5 миллионов участников, в ноябре 2013 года — 8 миллионов, в январе 2016 года — 9 миллионов. Подавляющее количество фотографий загружалось всего несколькими тысячами наиболее активных и постоянных пользователей сайта.

## Использование фотографий
Фотографии с сайта Panoramio доступны для просмотра в геосервисах Google — Google Earth («Google Планета Земля»), а также в некоторых моделях устройств спутниковой навигации фирмы Garmin.
Сайт Panoramio предоставляет API, позволяющее сторонним сайтам легально использовать фотографии Panoramio. Весной 2011 года фотографии стали доступны также при включении слоя Panoramio на сайтах, использующих Google Maps API, однако в начале июня 2014 года было объявлено, что в новой версии API слой Panoramio не поддерживается и будет полностью отключён в июне 2015 года.
Многие пользователи загружали фотографии на сайт Panoramio под свободными лицензиями организации «Creative Commons», благодаря чему (в соответствии с условиями данных лицензий) допустимо дальнейшее свободное использование фотографий.

## Блокировка в разных странах
Доступ к ресурсам сайта Panoramio полностью или частично блокирован (или блокировался ранее) правительствами в ряде стран: Китай (за исключением Гонконга и Макао), Узбекистан, Казахстан. Как правило блокировка направлена не на сам сайт Panoramio, а на сервера Google Maps или Google, но поскольку большинство функций сайта Panoramio работает с использованием указанных серверов, блокировка касается и его.
С лета 2014 года доступ к сайту Panoramio заблокирован фирмой Google для пользователей из Крыма.